# ميكلوس نيميث (سياسي)
ميكلوس نيميث هو اقتصادي وسياسي مجري، ولد في 24 يناير 1948 في Monok ‏ في المجر. نشط حزبياً في حزب العمال الاشتراكي المجري والحزب الاشتراكي المجري. وقد انتخب رئيس وزراء المجر (23 أكتوبر 1989 – 23 مايو 1990) وانتخب رئيس وزراء المجر (24 نوفمبر 1988 – 23 أكتوبر 1989) وانتخب عضو الجمعية الوطنية المجرية ‏.

## وصلات خارجية
- ميكلوش نيميت على موقع الموسوعة البريطانية (الإنجليزية)
- ميكلوش نيميت على موقع مونزينجر (الألمانية)
- ميكلوش نيميت على موقع ديسكوغز (الإنجليزية)